# Pârvu Roșu, Argeș
Pârvu Roșu este un sat ce aparține orașului Costești din județul Argeș, Muntenia, România. Acest sat se află la aproximativ 14 km distanță de orașul Pitești din județul Argeș. Satul Pârvu Roșu este menționat pentru prima dată sub numele de Mărăcineni în anul 1810. În „Indicele comunelor orășiane și rurale din Muntenia”, publicat în anul 1861 la imprimeria statului, apare la județul Argeș, poziția 154 satul Pârvu Roșu, compus din cătunele Pârvu Roșu și Mărăcineni.